# Riu Niàgara
El Niàgara (Niagara en anglès) és un riu de 56 km que, tot seguint la direcció nord, va del llac Erie fins al llac Ontario. Fa de frontera entre la província d'Ontario (Canadà) i l'estat de Nova York (Estats Units d'Amèrica).
És especialment conegut arran de les cascades homònimes.